# Ida Gillner
Ida Gillner, född 10 juli 1986 på Asperö, Göteborg, är en svensk kompositör, musiker och kulturpedagog som framförallt är verksam på sopransaxofon och piano. Hon har uppmärksammats för sina tonsättningar av jiddisch-språkiga dikter, vilket bland annat har resulterat i flera album och en föreställning om Anna Margolin.

## Biografi
Gillner växte upp på Asperö i Göteborg, och bor fortfarande i Göteborg tillsammans med sin man och två söner. Hon är utbildad på Högskolan för scen och musik vid Göteborgs universitet. Som musiker har hon varit en del av Anna Heikkinen & Längtans Kapell.
Under början av 2010-talet inledde Gillner ett samarbete med den danska pianisten Louise Vase. Bägge musikerna är intresserade av klezmer och jiddisch-kultur, vilket har resulterat i albumen Vilda Vinde (2013) samt en EP med judiska folksånger och klezmer. 2017 gjorde de även föreställningen "Sholtse lide". Musiken till föreställningen, som Gillner hade komponerat, var baserad på jiddischspråkiga dikter skrivna av poeterna Anna Margolin, Celia Dropkin, Malka Heifetz Tussman och Rokhl Korn. Föreställningen ledde också till ett album. Föreställningen finansierades delvis av Statens Kulturråd och var en del av Språkfest, som uppmärksammar minoritetsspråk i Sverige.
2021 släppte hon sitt debutalbum som soloartist, "Anna": nio olika musikstyckens om alla är dedikerade till hennes lillasyster Anna, som gick bort i lungemboli. Styckena var skrivna för och inspelade på piano, vilket var första gången som Gillner spelade in musik för piano.
2021 turnerade hon även med Vera Berzaks föreställning "Alla vindar är stilla", om Anna Margolin.